# سحر بگله
سحر بگله (به انگلیسی: Sehr Bagla) یک منطقهٔ مسکونی در پاکستان است که در ناحیه راولپندی واقع شده‌است. سحر بگله ۱۰٬۹۷۹ نفر جمعیت دارد.